# Stimolazione del nervo occipitale
La stimolazione del nervo occipitale (ONS), detta anche neurostimolazione periferica (PNS) del nervo occipitale, è una terapia utilizzata per il trattamento dei pazienti affetti da emicrania che non hanno risposto in maniera efficace alle diverse opzioni di trattamento farmacologico.
Il trattamento prevede l'utilizzo di lievi impulsi elettrici atti a stimolare il nervo grande occipitale ed il nervo piccolo occipitale, che rappresentano una parte del sistema nervoso periferico e sono localizzati nella parte posteriore della scatola cranica, proprio al di sopra dell'area del collo.
Gli impulsi vengono emessi da un piccolo dispositivo detto neurostimolatore – simile ad un pacemaker cardiaco artificiale – che viene impiantato nei glutei, nell'area pettorale, nella parte inferiore dell’addome, sotto alle scapole o sotto la clavicola. L'impulso elettrico viene trasmesso al nervo grande occipitale e al nervo piccolo occipitale tramite piccoli contatti metallici (detti elettrodi) che vengono applicati su sottili filamenti (detti elettrocateteri) ed impiantati sottocute. L'intensità degli impulsi elettrici può essere modificata utilizzando un piccolo dispositivo a controllo remoto.

## Storia
La storia della Neurostimolazione Periferica del Nervo Occipitale viene dettagliatamente riassunta da Slavin, 2011: l'utilizzo della stimolazione del nervo periferico per il dolore cronico è stato riportato per la prima volta da Wall e Sweet nel 1967, anche se i primi impianti sono stati eseguiti nel 1962 da Shelden. Essi dimostrarono come la stimolazione elettrica dei nervi periferici interrompesse la percezione del dolore. Il periodo di utilizzo semi-sperimentale della Neurostimolazione Periferica del Nervo Occipitale è continuato per 15 – 20 anni3. Nella seconda metà degli anni ottanta, la Neurostimolazione Periferica del Nervo Occipitale divenne un'affermata procedura chirurgica. Alla fine del 1990, Weiner e Reed descrissero la tecnica percutanea di inserimento degli elettrocateteri in prossimità dei nervi occipitali per il trattamento della nevralgia occipitale. Weiner ha dimostrato che il posizionamento di un elettrodo per PNS vicino ad un nervo risultava efficace nel sollievo dal dolore e che si trattava di una procedura tecnicamente semplice. Questo lavoro pionieristico ha segnato l'inizio dell'era moderna della Neurostimolazione Periferica del Nervo Occipitale. Era il 2003 quando Popeney e Aló proposero di utilizzare la Neurostimolazione Periferica del Nervo Occipitale per il trattamento dell’emicrania cronica. Successivamente sono stati avviati diversi studi clinici randomizzati e controllati prospettici per acquisire ulteriori prove cliniche.
Nel Settembre 2011, St. Jude Medical è stata la prima società a ricevere l'approvazione Europea per l'utilizzo della Neurostimolazione Periferica del Nervo Occipitale nel trattamento dell’emicrania cronica.

## Candidati per la terapia
Per essere sottoposti alla Neurostimolazione Periferica del Nervo Occipitale per il trattamento dell’emicrania cronica, ai candidati deve essere stata diagnosticata una emicrania cronica definita intrattabile
L'emicrania cronica viene così descritta nelle linee guida della Società Internazionale delle Cefalee (IHS):
- 15 o più giorni al mese di emicrania (senza aura) per un periodo superiore a 3 mesi con attacchi di durata minima di 4-72 ore.
- La cefalea presenta almeno una delle due seguenti caratteristiche: localizzazione unilaterale, tipo pulsante, dolore con intensità media o forte, aggravata da o che limiti le attività fisiche di routine (camminare o salire le scale)
  - Durante la cefalea, si presenta almeno una delle seguenti condizioni: nausea e/o vomito, fotofobia e fonofobia
- La cefalea non viene attribuita ad altra condizione o patologia
- Assenza di uso eccessivo di farmaci

L’emicrania cronica intrattabile viene generalmente definita come un’emicrania cronica che non ha risposto a tre o più classi di farmaci assunti preventivamente e in cui sia presente un grado di disabilità almeno moderato, determinato avvalendosi di un questionario scientifico validato per il calcolo della disabilità da emicrania (ad es. MIDAS o HIT-6).

## Procedura

### Pre-intervento
Prima dell'impianto, i pazienti vengono in genere sottoposti ad una valutazione psicologica per valutare la loro salute e il loro benessere mentale. Vengono discussi i rischi associati alla procedura e viene chiesto al paziente di sottoscrivere il consenso informato. I rischi che possono essere evidenziati comprendono: efficacia non garantita, infezione, danni neurologici, stimolazione muscolare diretta e dolorosa, dislocazione dell'elettrocatetere con perdita di stimolazione, frattura dell'elettrocatetere, guasto della batteria, possibile necessità di sostituzione della batteria, ematoma e formazione di sieroma.

### Impianto
Nella maggior parte dei casi, viene eseguito un posizionamento di prova dell'elettrocatetere (test) per verificare se la stimolazione funzionerà come previsto. Sulla parte posteriore del collo viene applicato anestetico locale e, sotto guida fluoroscopica, viene inserito un ago per anestesia Tuohy il quale viene inserito e dirazionato verso il grande nervo occipitale e verso il piccolo nervo occipitale. Una volta confermata la posizione, attraverso l'ago, viene posizionato un elettrocatetere. L'ago viene rimosso con estrema cautela. Gli impulsi elettrici vengono trasmessi attraverso l'elettrocatetere, la cui posizione viene regolata fino a quando il paziente rileva una sensazione, definita parestesia, attraverso la zona dei nervi. Una volta raggiunta con successo la parestesia nel punto giusto,  vengono impiantati gli elettrocateteri permanenti. In alcuni casi, gli elettrocateteri di prova vengono lasciati in sede per una settimana, per vedere se il paziente rileva un sollievo dai sintomi.
Il posizionamento dell'elettrocatetere permanente può essere eseguito sotto anestesia generale o anestetico locale con sedazione. Prima di tutto, viene praticata una piccola incisione alla base del cranio, quindi, sotto guida fluoroscopica, viene introdotto un ago per anestesia Tuohy e spinto verso il grande nervo occipitale e verso il piccolo nervo occipitale su un lato della testa. Una volta posizionato adeguatamente sotto guida fluoroscopica, l'elettrocatetere viene fissato. Dal momento che la maggior parte dei pazienti necessita di due elettrocateteri, il secondo elettrocatetere viene inserito nello stesso modo e viene fissato nella corretta posizione dall'altro lato della testa. L'elettrocatetere (i) viene quindi tunnellizzato e collegato a un neurostimolatore, che viene generalmente impiantato nelle natiche, nell'area pettorale, nella parte inferiore dell’addome, sotto alle scapole o sotto la clavicola.

## Evidenza Clinica
Sono stati pubblicati i risultati di tre studi clinici controllati randomizzati. Nell'ottobre 2012 è stato pubblicato uno studio controllato randomizzato con 157 pazienti affetti da emicrania cronica. I partecipanti sono stati sottoposti all'impianto del dispositivo e sono quindi stati randomizzati con il dispositivo attivato (gruppo di trattamento) o disattivato (gruppo di controllo) per 12 settimane. Dopo la 12ª settimana, i partecipanti hanno ricevuto un trattamento attivo fino alla 52ª settimana. Tutti i partecipanti sono stati sottoposti ad una stimolazione di prova per assicurare il corretto posizionamento degli elettrodi. In totale 153 partecipanti hanno completato le 12 settimane dello studio. Si è potuto notare una differenza statisticamente significativa (p<0.05) tra il numero di pazienti nel gruppo di trattamento e quelli nel gruppo di controllo con il 30% di riduzione del livello di dolore utilizzando la Scala Analogico-Visiva del dolore (VAS). Inoltre, lo studio ha dimostrato che, in media, il gruppo di trattamento (dispositivo attivato) ha rilevato 6.1 giorni in meno di cefalea al mese, un valore che rappresenta più del doppio della riduzione media del gruppo di controllo (dispositivo disattivato) e che si può considerare statisticamente significativo (p<0.001).  Gli investigatori dello studio clinico hanno riferito un'incidenza complessiva degli eventi avversi legati al dispositivo e alla procedura pari all'1%, considerando tra questi un'infezione ed un caso di dolore post-operatorio che ha richiesto un ulteriore ricovero.
Nel febbraio 2011, gli investigatori dello studio ONSTIM hanno riferito i risultati a tre mesi di uno studio controllato randomizzato effettuato su pazienti affetti da emicrania cronica. I partecipanti sono stati inizialmente sottoposti a blocco del nervo occipitale. Quelli che hanno risposto sono stati randomizzati in tre gruppi. Il primo era un gruppo di trattamento (33 partecipanti), i cui pazienti ricevevano una stimolazione regolabile. Gli altri due erano gruppi di controllo, i cui pazienti ricevevano la stimolazione sham(finta) per un minuto al giorno o un trattamento medico standard (17 partecipanti ciascuno). I pazienti che hanno raggiunto una riduzione mensile del 50% o superiore dei giorni di cefalea o una riduzione di tre punti o maggiore dell'intensità media del dolore rispetto ai valori basali, sono stati definiti rispondenti alla terapia. Sono risultati rispondenti il 39% dei pazienti nel gruppo di stimolazione regolabile, il 6% nel gruppo di stimolazione sham(finta) e lo 0% nel gruppo di trattamento medico. Le differenze tra le percentuali di risposta nel gruppo di trattamento e nei gruppi di controllo sono risultate statisticamente significative. Altre misurazioni, come il numero di giorni di cefalea, non hanno evidenziato risultati significativamente diversi in termini statistici tra i gruppi. La percentuale di riduzione dei giorni di cefalea era comunque pari al 27% nel gruppo di trattamento ed inferiore al 9% per ogni gruppo di controllo, dimostrando un vantaggio numerico per il gruppo di trattamento. Non è stato riportato nessun evento avverso imprevisto riconducibile al dispositivo. La dislocazione dell'elettrocatetere è avvenuta nel 24% dei pazienti.
Nel Dicembre 2009, gli investigatori dello studio PRISM hanno riferito in un abstract i risultati a tre mesi di uno studio controllato randomizzato eseguito su 125 pazienti affetti da emicrania cronica. I pazienti sono stati randomizzati in due gruppi. Il primo era un gruppo di trattamento e riceveva una stimolazione attiva. Il secondo era un gruppo di controllo e riceveva una stimolazione sham(finta). I pazienti appartenenti al gruppo di trattamento riferivano una riduzione delle giornate di emicrania su base mensile, ridotto da un punto di partenza di 20.2 giorni al mese a 5.5 giorni al mese. I pazienti appartenenti al gruppo di controllo riferivano una riduzione delle giornate di emicrania su base mensile, le quali sono passate da un valore iniziale di 19.2 giorni al mese a 3.9 giorni al mese. La differenza tra i due gruppi non era statisticamente significativa. Tuttavia, quando i pazienti non abusavano di farmaci, il trend della differenza tra i due gruppi risultava maggiore.